# Население Ирана

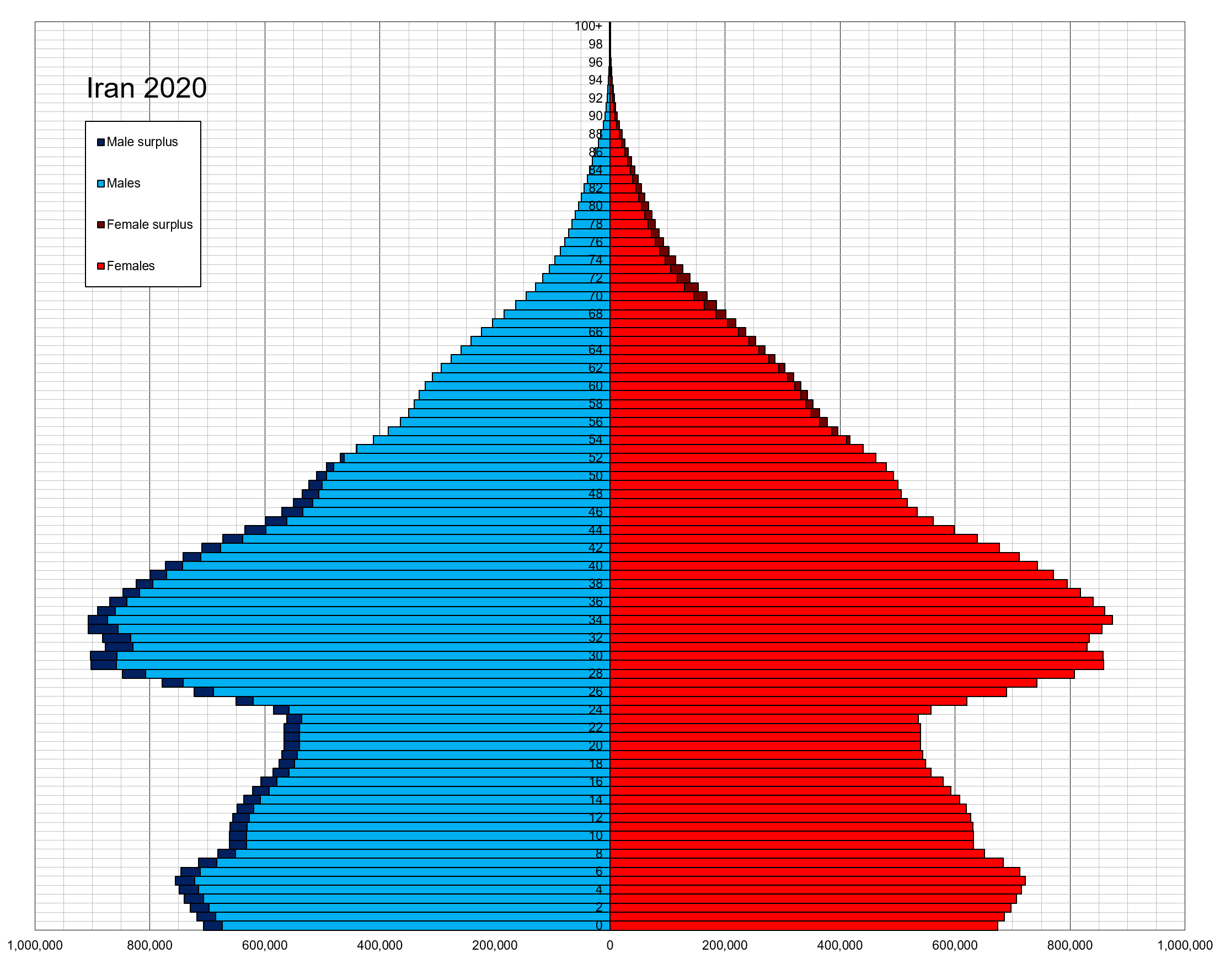
Возрастно-половая пирамида населения Ирана на 2020 год

Распределение населения по провинциям Ирана (2014)

Общая численность населения Ирана была на июнь 2015 года — 78 408 412 человек, на 2022 год — 88,550,570. Примерно половина населения — персы, подавляющее большинство — мусульмане-шииты. Плотность населения — 46 чел./км². в городах проживает более 70 % иранцев (2011).
Четверть иранцев — моложе 15 лет, что делает Иран одной из самых молодых стран мира. Однако, несмотря на этот факт, а также на то, что рост населения Ирана составляет 1,29 %, в последнее время учёные фиксируют стремительный спад рождаемости в стране, в связи с чем правительство Ирана пересматривает свою семейную политику в сторону повышения рождаемости. Ранее в стране проводилась демографическая политика «Один ребёнок — хорошо, два — достаточно».
По данным переписи населения за 2011 год уровень грамотности составляет 84.75 % в целом и 92,4 % среди людей от 10 до 49 лет.

## Этнический состав

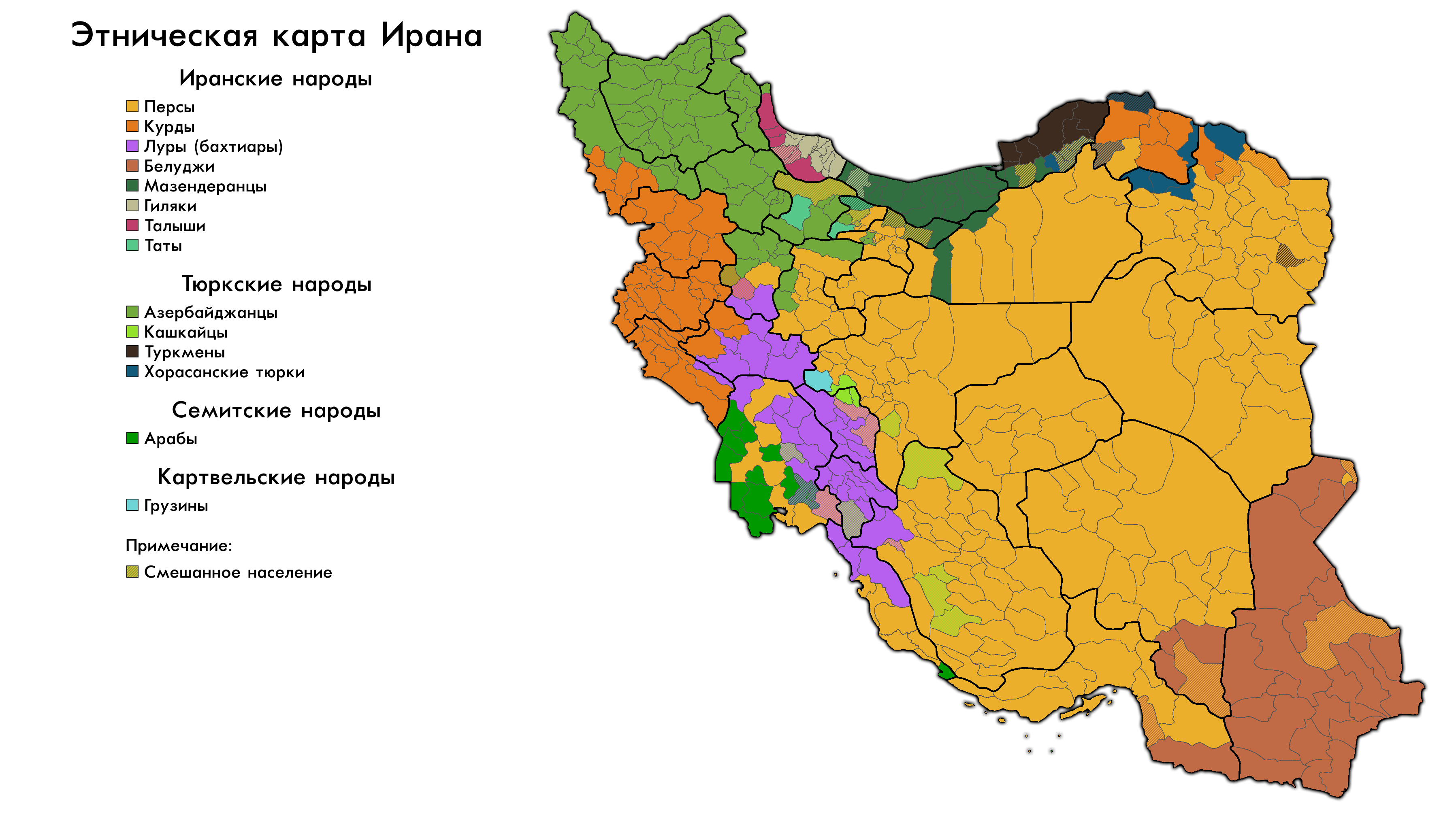
Этническая карта Ирана

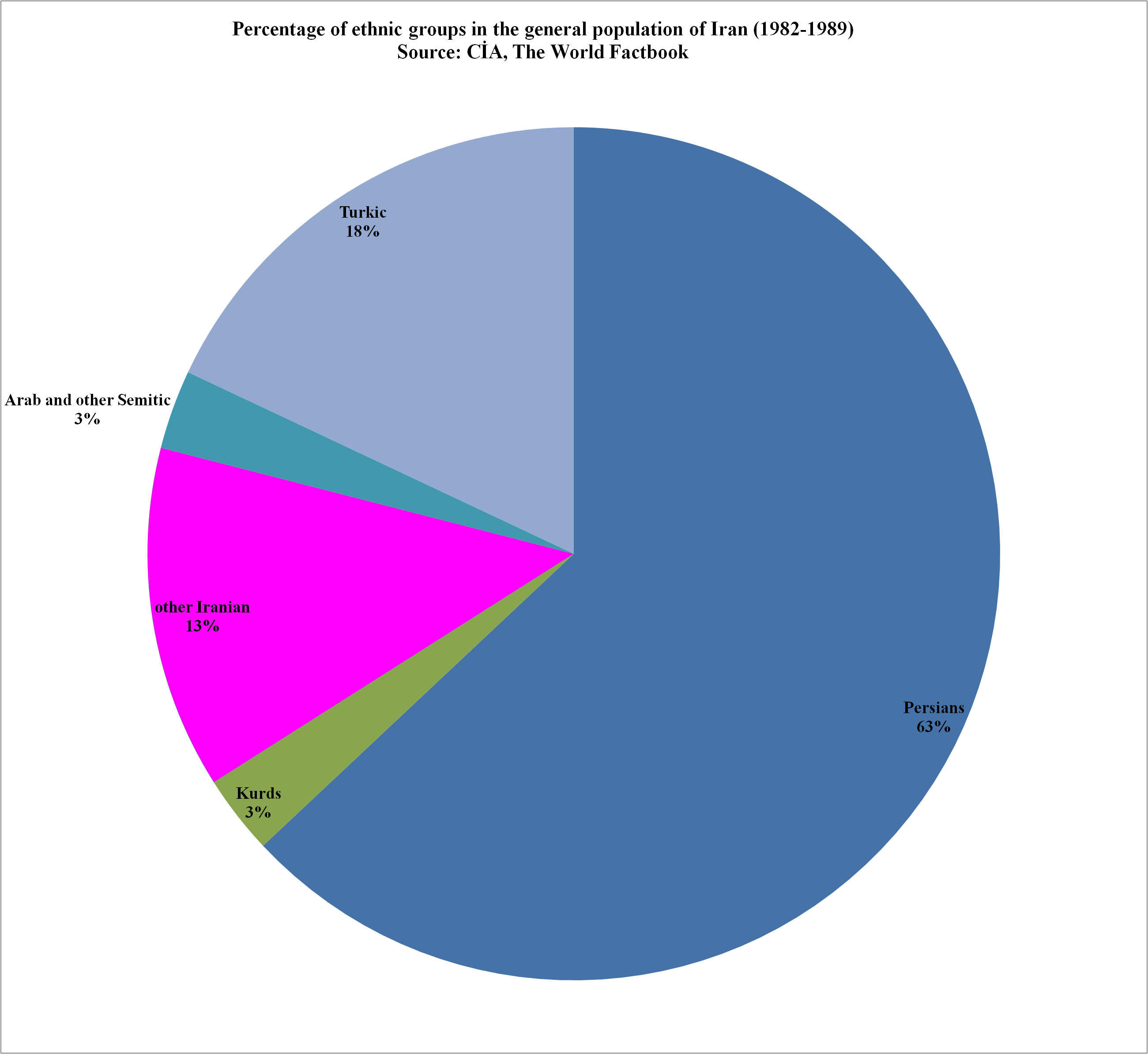
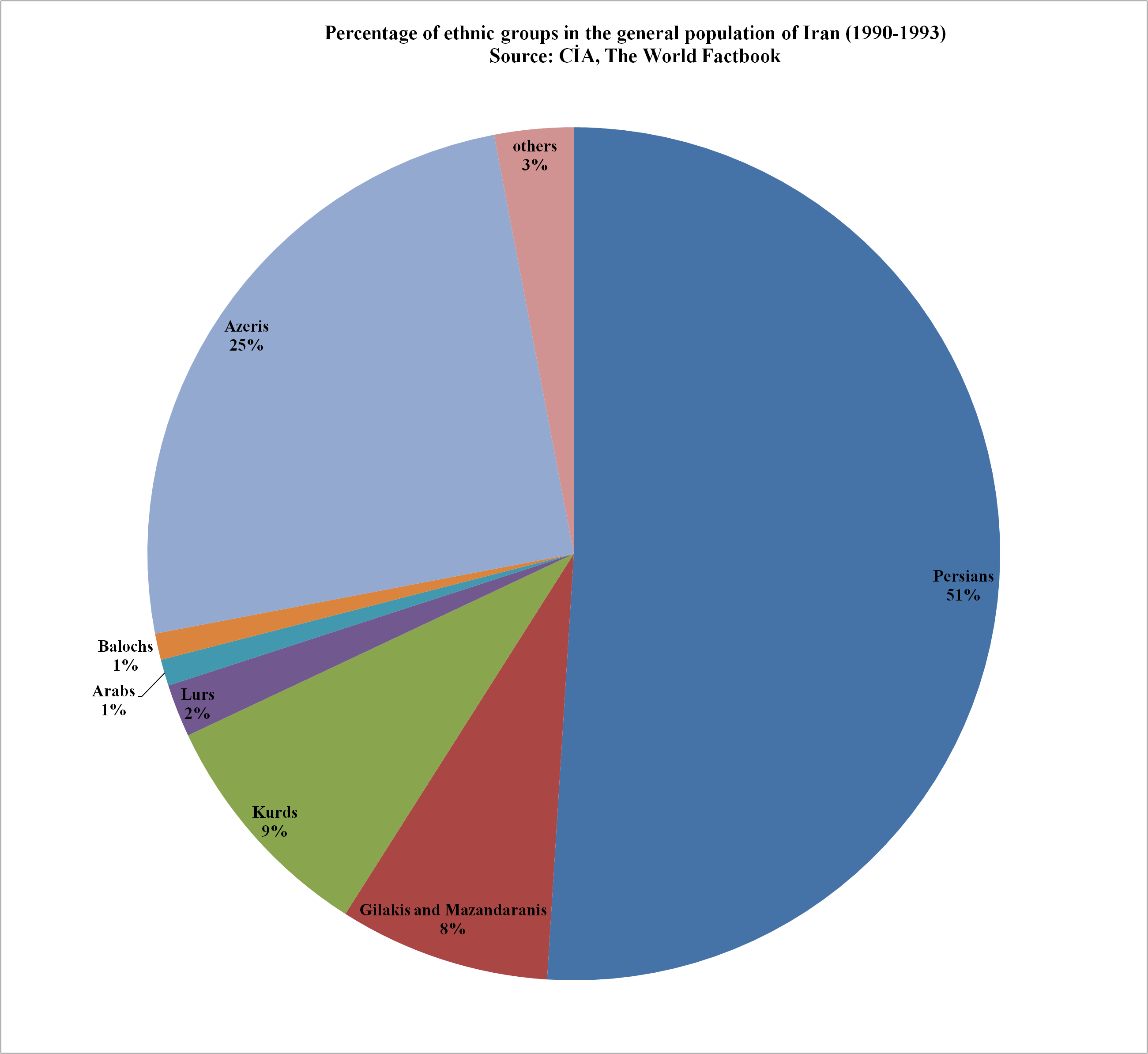
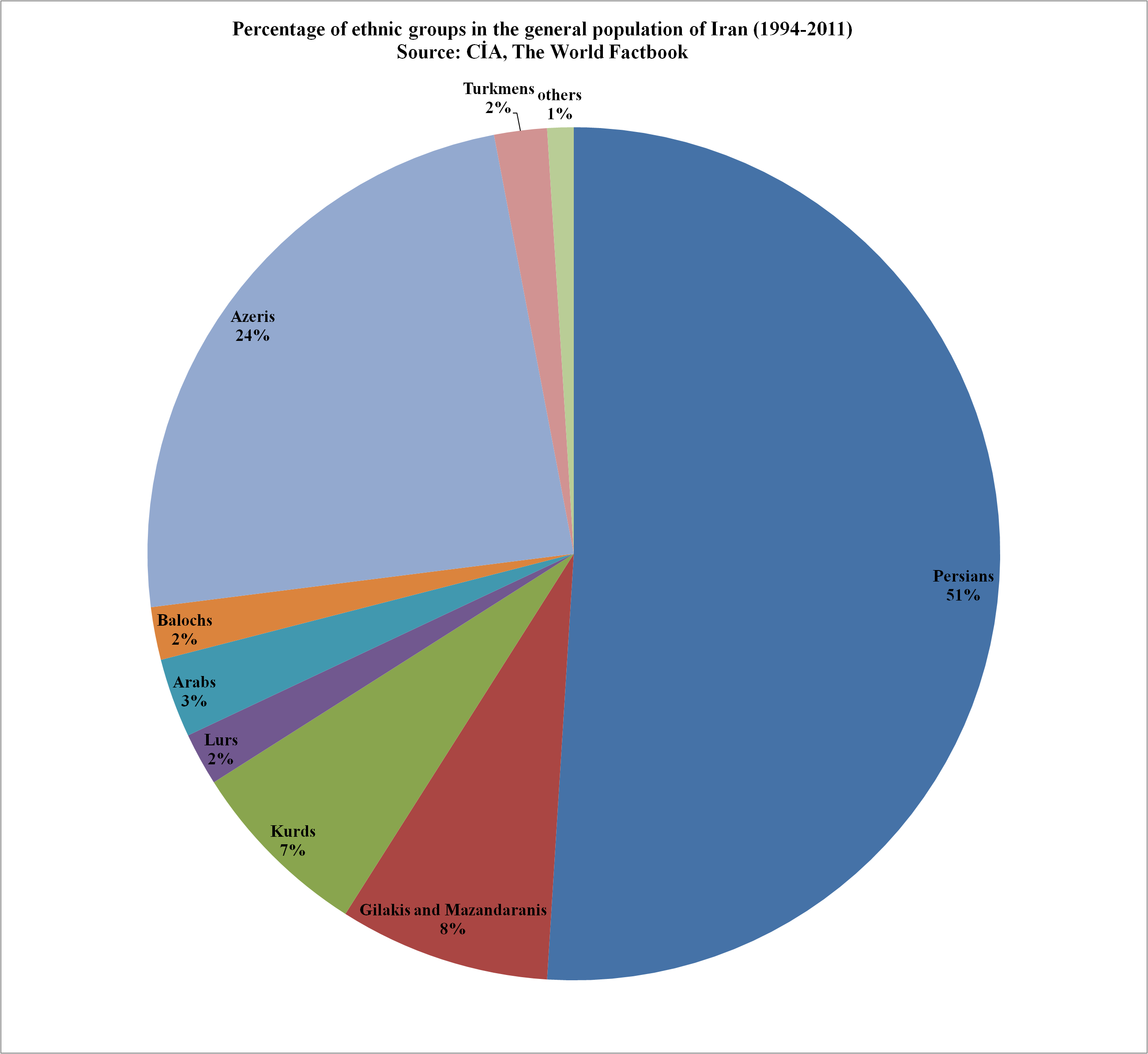
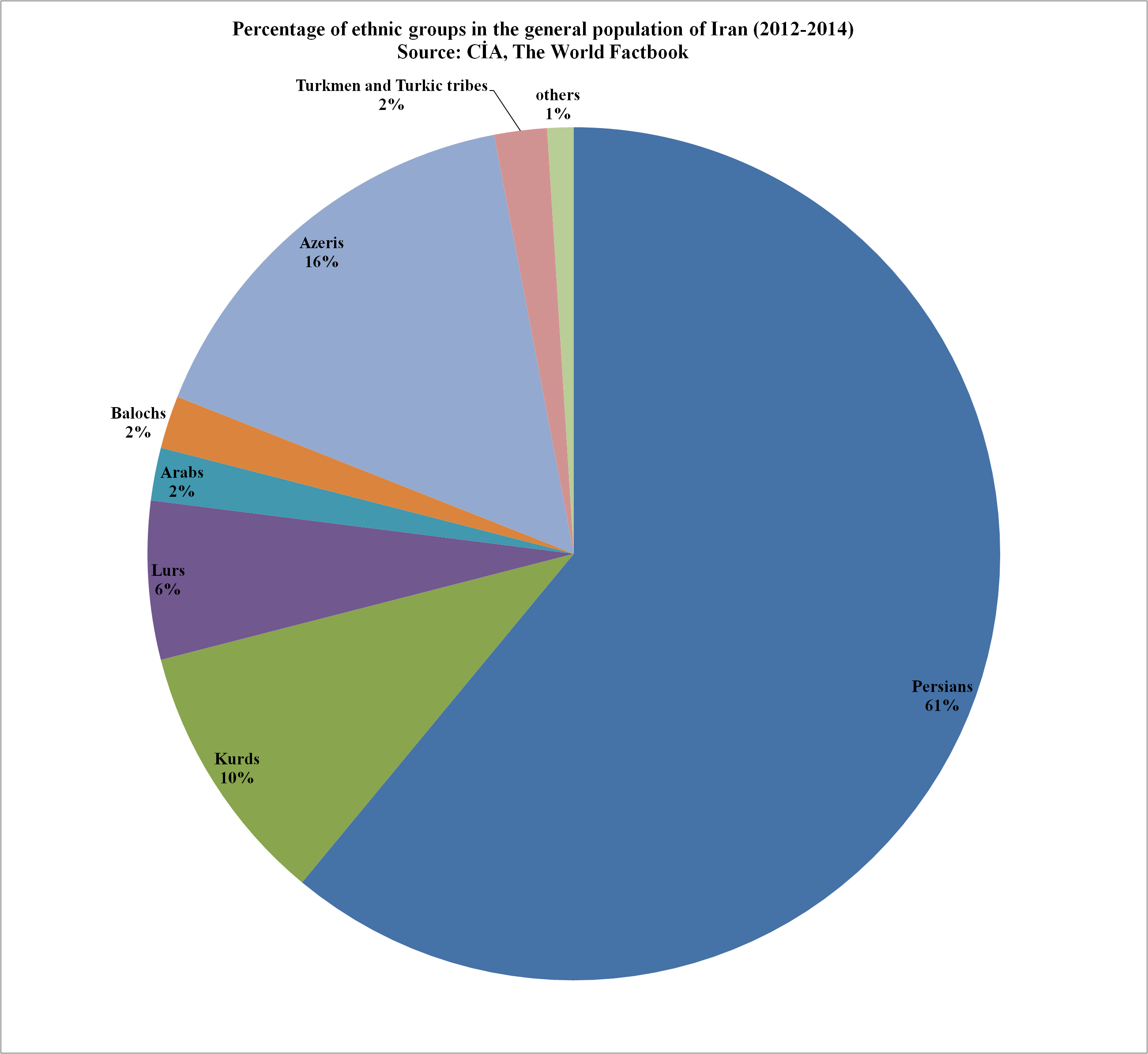

Иран имеет довольно пёстрый этнический состав населения. Большинство населения Ирана — персы (по разным оценкам от 36 % до 61 %). Персы проживают на территории всего Ирана, говорят на фарси, являющемся государственным языком.
Вторая по численности этническая группа — азербайджанцы (по разным оценкам от 16 % до 40 %), проживающие главным образом на северо-западе страны, в так называемом Иранском Азербайджане (Западный Азербайджан, Восточный Азербайджан, Зенджан, Казвин, Хамадан, Ардебиль). Азербайджанцы являются крупным национальным меньшинством, не принадлежащим к иранской языковой семье, говорят на азербайджанском языке, который относится к тюркской языковой группе. Некоторые (напр., Ф. У. Алекперли) этнографы склонны разделять северную и южную часть азербайджанского этноса, поскольку иранские азербайджанцы подверглись гораздо более серьёзному влиянию ираноязычных народов, чем проживающие в Республике Азербайджан.
Курды составляют около 5 -10 % населения Ирана. Они проживают на западе страны, в провинциях Курдистан, Западный Азербайджан, Керманшах, Илам.
На севере Ирана, вдоль берегов Каспийского моря проживают талыши, гилянцы и мазендеранцы (около 7 %).
На северо-востоке представлены туркмены (большинство в остане Голестан), небольшими группами проживают тюркские племена (карайи, карагозлу, таймурташ) и этнические группы чараймаков, даргинцев.
Белуджи занимают юго-восточную часть страны (остан Систан и Белуджистан). Отдельные их группы проживают в Хорасане и Кермане и западном Мекране.
На юго-западе проживают луры и бахтиары. Арабы также населяют юго-западную часть страны, в основном провинцию Хузестан, а также расселены на побережье Персидского залива.
К прочим этническим меньшинствам относятся: лаки, таты, различные тюркские племена, в том числе племенные объединения кашкайцев и хамсе, а также армяне, ассирийцы, грузины-ферейданцы.

## Религиозный состав
Большинство иранцев — мусульмане. 89 % — шииты, 9 % — сунниты. К остальным 2 % относятся христиане, зороастрийцы, иудеи, бахаи.
| Религия      | перепись 1956 | перепись 1956 | перепись 1966 | перепись 1966 | перепись 1976 | перепись 1976 | перепись 2006 | перепись 2006 | перепись 2011 | перепись 2011 |
| Религия      | Численность   | %             | Численность   | %             | Численность   | %             | Численность   | %             | Численность   | %             |
| ------------ | ------------- | ------------- | ------------- | ------------- | ------------- | ------------- | ------------- | ------------- | ------------- | ------------- |
| Мусульмане   | 18,654,127    | 98.4          | 24,771,922    | 98.8          | 33,396,908    | 99.1          | 70,097,741    | 99.4          | 74,682,938    | 99.4          |
| Христиане    | 114,528       | 0.6           | 149,427       | 0.6           | 168,593       | 0.5           | 109,415       | 0.2           | 117,704       | 0.2           |
| Зороастрийцы | 15,723        | 0.1           | 19,816        | 0.1           | 21,400        | 0.1           | 19,823        | 0.0           | 25,271        | 0.0           |
| Иудеи        | 65,232        | 0.3           | 60,683        | 0.2           | 62,258        | 0.2           | 9,252         | 0.0           | 8,756         | 0.0           |
| Другие       | 59,256        | 0.3           | 77,075        | 0.3           |               |               | 54,234        | 0.1           | 49,101        | 0.1           |
| Не указано   | 45,838        | 0.2           |               |               | 59,583        | 0.2           | 205,317       | 0.3           | 265,899       | 0.4           |

## Демографические показатели
В исторической ретроспективе Иран обладал огромными людскими ресурсами, персидская армия всегда была одной из самых многочисленных в Древнем Мире и Античности (от 200 тыс. до 1 млн.), даже в период раздробленности и эпидемии чумы во II веке нашей эры, унёсшей бесчисленные жизни, римские легионы (сильнейшая армия Античности) не смогли обеспечить значительного преимущество над менее воинственными персами. Позднее, когда Европа оказалась под угрозой военной гегемонии Оттоманской Порты, Персия находила в себе силы наносить поражения и Китаю, и тюркским ханам Средней Азии, и Турции. В Средние Века население Ирана превосходило население любого европейского королевства или даже Священной Римской Империи.
|      | Численность населения (x 1000) | Количество родившихся | Количество умерших | Естественный прирост | Общий коэффициент рождаемости (на 1000) | Общий коэффициент смертности (на 1000) | Естественный прирост населения (на 1000) | Суммарный коэффициент рождаемости |
| ---- | ------------------------------ | --------------------- | ------------------ | -------------------- | --------------------------------------- | -------------------------------------- | ---------------------------------------- | --------------------------------- |
| 1999 | 62,738                         | 1,177,557             | 374,838            | 802,719              | 18.8                                    | 6.0                                    | 12.8                                     |                                   |
| 2000 | 63,658                         | 1,095,165             | 382,674            | 712,491              | 17.2                                    | 6.0                                    | 11.2                                     |                                   |
| 2001 | 64,592                         | 1,110,836             | 421,525            | 689,311              | 17.2                                    | 6.5                                    | 10.7                                     |                                   |
| 2002 | 65,540                         | 1,122,104             | 337,237            | 784,867              | 17.1                                    | 5.1                                    | 12.0                                     |                                   |
| 2003 | 66,480                         | 1,171,573             | 368,518            | 803,055              | 17.6                                    | 5.5                                    | 12.1                                     |                                   |
| 2004 | 67,477                         | 1,154,368             | 355,213            | 799,155              | 17.1                                    | 5.3                                    | 11.8                                     |                                   |
| 2005 | 68,467                         | 1,239,408             | 363,723            | 875,685              | 18.1                                    | 5.3                                    | 12.8                                     |                                   |
| 2006 | 70,496                         | 1,253,912             | 408,566            | 845,346              | 17.8                                    | 5.8                                    | 12.0                                     | 1.60                              |
| 2007 | 71,532                         | 1,286,716             | 412,736            | 873,980              | 18.0                                    | 5.8                                    | 12.2                                     |                                   |
| 2008 | 72,584                         | 1,300,166             | 417,798            | 882,368              | 17.9                                    | 5.8                                    | 12.2                                     |                                   |
| 2009 | 73,651                         | 1,348,546             | 393,514            | 955,032              | 18.3                                    | 5.3                                    | 13.0                                     |                                   |
| 2010 | 74,733                         | 1,363,542             | 441,042            | 922,500              | 18.3                                    | 5.9                                    | 12.4                                     |                                   |
| 2011 | 75,149                         | 1,382 229             | 422,133            | 960,096              | 18.3                                    | 5.6                                    | 12.7                                     | 1.30                              |

### Возрастная структура
В 2011 году:
- 0—14 лет: 23,4 %;
- 15—64 лет: 70,9 %;
- 65 лет и старше: 5,7 %;

Остан (регион) Ирана с самым молодым населением — Систан и Белуджистан, в нём 37,6 % населения моложе 14 лет. Самая большая доля пожилого населения старше 65 лет в Гилане, 8,1 %.
Средний возраст (2011) — 27 лет, показатель совпадает для мужчин и женщин.
Ожидаемая продолжительность жизни (2011) — 72,1 год для мужчин и 74,6 года для женщин.

### Средний возраст вступления в брак
| Пол     | 1976 | 1986 | 1996 | 2006 | 2011 |
| ------- | ---- | ---- | ---- | ---- | ---- |
| Мужской | 24,1 | 23,8 | 25,6 | 26,2 | 26,7 |
| Женский | 19,7 | 19,9 | 22,4 | 23,3 | 23,4 |

В 1950—1990-х годах страна переживала демографический взрыв. С 1979 года население удвоилось и в 2006 году достигло 70,495782 млн человек. Однако в 1990-х рождаемость заметно снизилась и теперь опустилась ниже простого воспроизводства поколений. Суммарный коэффициент рождаемости — 1,87 (для воспроизводства поколений необходимо 2,15). Более 61 % населения не достигли 30 лет (май 2009). Уровень грамотности составляет 84 %, урбанизация — 71 %.

## Образование
В 2011 году в Иране проживало 10,498, 675 человек с высшим образованием, из них 5,474,683 мужчин и 5,023,992 женщин, в целом около 18,3 % от населения страны. По направлениям:
| Направление                                             | Количество людей | Процент |
| ------------------------------------------------------- | ---------------- | ------- |
| Общественные науки, предпринимательство и юриспруденция | 3,003,229        | 28,6 %  |
| Инженерия, производство и промышленность                | 2,941,464        | 28 %    |
| Гуманитарные науки и искусство                          | 1,472,760        | 14 %    |
| Точные науки, математика и информатика                  | 946,725          | 9 %     |
| Педагогика                                              | 584,413          | 5,6 %   |
| Медицина                                                | 531,848          | 5,1 %   |
| Сельское хозяйство и Ветеринария                        | 373,398          | 3,6 %   |
| Не указано                                              | 353,564          | 3.4 %   |
| Сфера услуг                                             | 291,283          | 2.8 %   |
| 'Всего'                                                 | 10,498,675       | 100 %   |

Для сравнения, в 1976 году высшее образование было у примерно 3 % иранцев (310,638 мужчин и 122,753 женщин).

## Живущие
По итогам переписи населения 2011 года в Иране проживали граждане:
1. Ирана (75,149,669)
2. Афганистана (1,452,513)
3. Ирака (51,506)
4. Пакистана (17,731)
5. Турции (1,639)
6. Другие страны (24,290)
7. Не указано (140,516)